# Jaime Stewart, 1.º Duque de Richmond

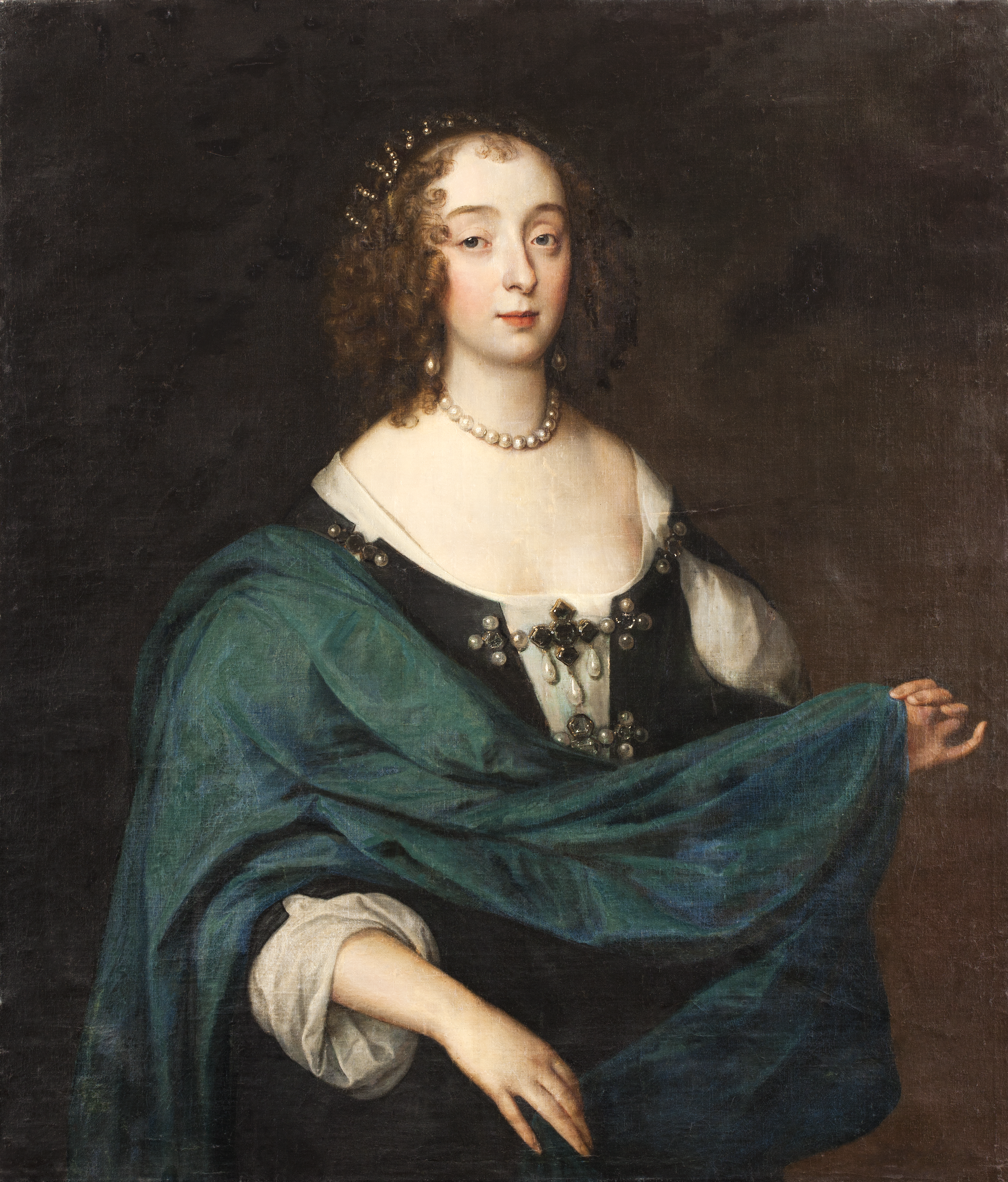
Mary Villiers, Duquesa de Richmond e Lennox por volta de 1640, Castelo Skokloster.

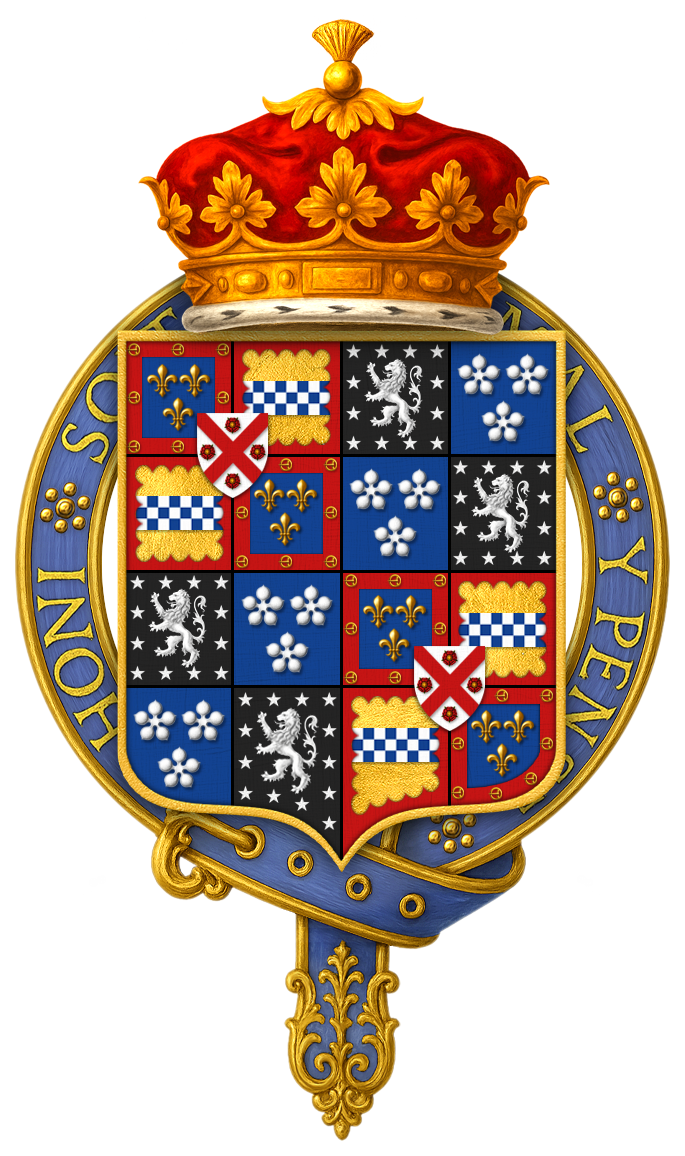
Armas de Sir James Stewart, 4.º Duque de Lennox, 1.º Duque de Richmond, KG

James Stewart, 1.º Duque de Richmond, 4.º Duque de Lennox KG (6 de abril de 1612 - 30 de março de 1655), foi um nobre escocês. Primo de terceiro grau do Rei Carlos I, ele foi Conselheiro Privado e um membro-chave do partido Realista na Guerra Civil Inglesa . Em 1641-42, ele serviu como Lord Warden dos Cinque Ports . Ele passou cinco meses no exílio em 1643, retornando à Inglaterra para defender a cidade de Oxford para o rei.

## Origens
Ele era o filho mais velho de Esmé Stewart, 3.º Duque de Lennox (1579–1624) e sua esposa Katherine Clifton, 2ª Baronesa Clifton (c.1592–1637).

## Carreira
Ele herdou o Ducado de Lennox após a morte de seu pai em 1624 e, em 1625, aos 13 anos, foi nomeado Gentleman of the Bedchamber do recém-coroado Rei Carlos I, que o nomeou cavaleiro em 29 de junho de 1630 e o investiu como cavaleiro da Ordem da Jarreteira em 1633.

## Duque de Richmond
O Condado de Richmond foi absorvido pela coroa em 1485, quando Henrique Tudor, Conde de Richmond, se tornou Rei Henrique VII . A conexão escocesa com o título de Richmond começou em 1613, quando o tio de James Stewart, Ludovic Stewart, 2.º duque de Lennox (1574–1624), foi criado pelo rei James I como conde de Richmond e mais tarde, em 1623, criado pelo mesmo rei Duque de Richmond e conde de Newcastle .  No entanto, ele morreu sem filhos um ano depois, quando todos os seus títulos (exceto aqueles herdados de seu pai, ou seja, Duque e Conde de Lennox) foram extintos. Em 21 de agosto de 1637, ele foi criado o 3.º Barão Clifton por meio de sua mãe.
O título Duque de Richmond foi recriado em 1641 pelo Rei Carlos I para o sobrinho de Ludovic e eventual herdeiro Jaime Stuart, 4.º Duque de Lennox, que também recebeu Cobham Hall e o feudo de Cobham, Kent, que se tornou sua residência principal.

## Casamento e filhos
Em 3 de agosto de 1637, ele se casou com Mary Villiers, filha de George Villiers, 1º Duque de Buckingham, de quem teve descendência:
- Esmé Stewart, 2.º Duque de Richmond, 5.º Duque de Lennox (1649–1660), que morreu aos 10 anos em 1660, após o que ambos os títulos passaram para seu primo Charles Stewart, 3.º Duque de Richmond, 6.º Duque de Lennox (1638–1672).
- Lady Mary Stewart (10 de julho de 1651 - 4 de julho de 1668), Baronesa Clifton em 1660; casou-se com Richard Butler, 1.º Conde de Arran. Sem problemas.

## Morte e sepultamento
Ele morreu em 30 de março de 1655 aos 42 anos, e foi sepultado na Abadia de Westminster .